# Перепись населения США (2010)
Перепись населения США 2010 года была двадцать третьей по счету переписью населения, проводимой на территории США. Она стартовала 1 апреля 2010 года. Основная черта этой переписи — это абсолютно новые приоритеты, связанные с максимальной точностью и осуществляемые при помощи 635 000 интервьюеров. По результатам переписи население США составило 308 745 538 человек. Это на 9,7 % больше по сравнению с переписью населения 2000 года. Штат с самым высоким процентом роста населения — Невада, в то время как штат с самым высоким приростом населения — Техас. Мичиган — единственный штат, в котором численность населения падает, а в округе Колумбия, напротив, была выявлена первая с 1950 года положительная динамика роста населения.

## Преамбула
Согласно Конституции Соединенных Штатов, переписи населения в США проводятся каждые 10 лет, начиная с 1790 года. Предыдущая этой перепись проводилась в 2000 году. Участие в переписи населения является обязательным в строгом соответствии с 13-м разделом Кодекса США.
25 января 2010 года Директор Бюро переписи населения США Роберт Гровс лично начал перепись 2010 года, первым участником которой стал ветеран Второй мировой войны Клифтон Джексон. Переписные листы стали доставляться с 15 марта 2010 года, их количество составило порядка 134 миллионов. В декабре 2010 года президенту Бараку Обаме была предоставлена информация о ходе переписи, а в марте 2011 — о её завершении.

## Ключевые изменения

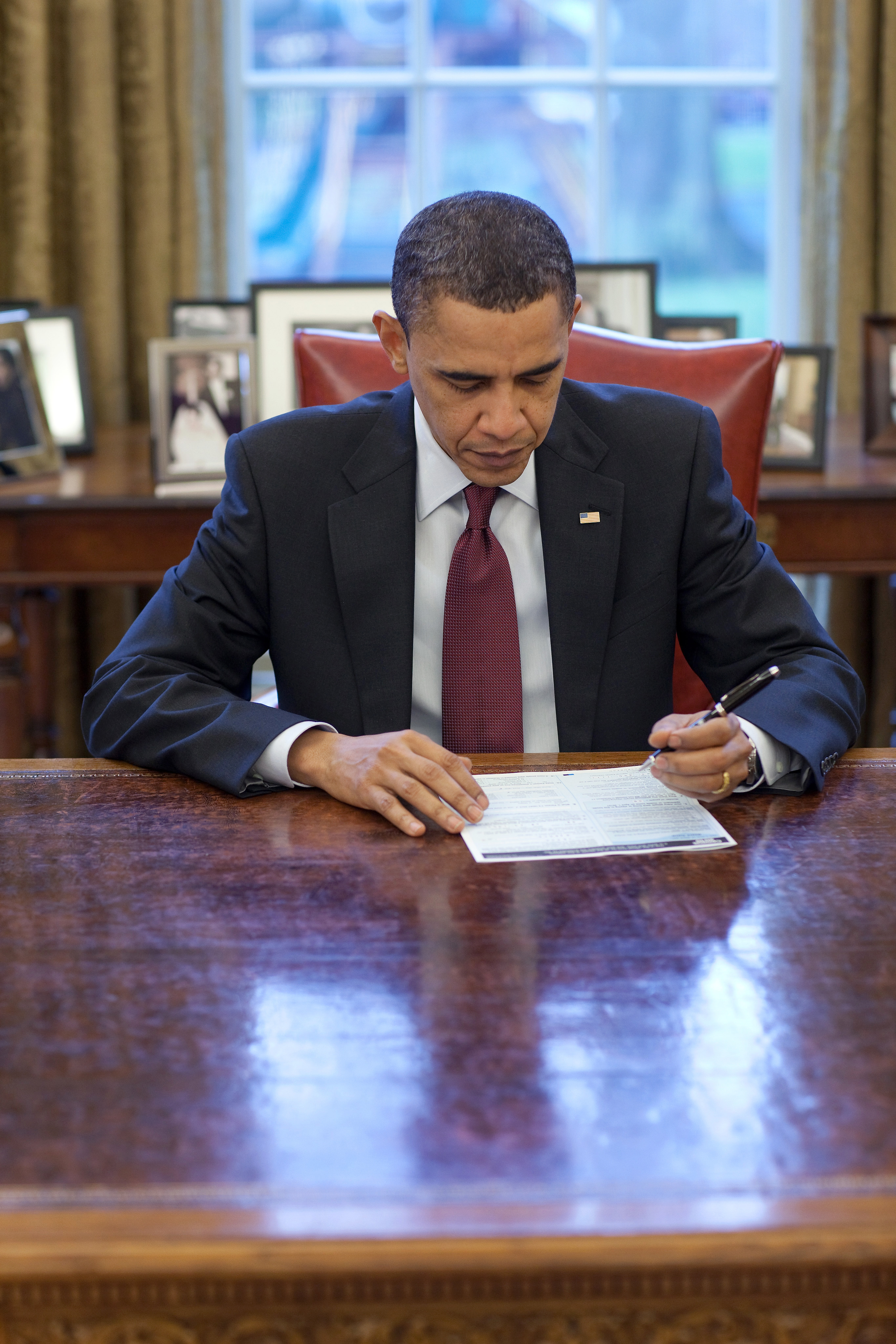
Президент Обама завершает заполнение своего переписного листа 29 марта 2010 года

Бюро переписи отказалось от длинной формы вопросного листа, которая использовалась в 2000 году. В ряде предыдущих переписей, одна из шести семей получали подобную длинную форму, которая требовала предоставить подробную социальную и экономическую информацию о себе. В переписи 2010 года использовалась только краткая форма, которая состоит из десяти основных вопросов, включающих имя, пол, возраст, дату рождения, национальность, раса, наличие недвижимости. И в отличие от переписи 2000 года, эту форму нельзя было ни скачать, ни ответить на вопросы онлайн.
Подробная социологическая и экономическая информация, собранная в ходе последних переписей, по-прежнему будет собираться, но не раз в 10 лет, а раз в год или в 3 года, в зависимости от численности населения.

## Стоимость
Прогнозированная стоимость переписи по оценкам Счетной Комиссии США от 2004 года составляла 11 миллиардов долларов. Детальный доклад в Конгресс призывал Бюро переписи задуматься о её проведении и проектировании с целью уменьшения её стоимости.
В августе 2010 года Министр торговли США Гэри Лок заявил, что эксплуатационные расходы переписи пришли в соответствие с бюджетом:
- $650 млн вернулись в бюджет, поскольку 72 % домашних хозяйств отправили вопросники по почте;
- $150 млн были сохранены благодаря более низким расходам;
- $800 млн чрезвычайного фонда оказались не нужны.